# 接受性-表達性混合語言障礙
接受性-表達性混合语言障碍 (DSM-IV315.32) 是一種在溝通的理解及表達兩部分皆受損的溝通障礙，其受損的程度可能由轻微到严重。
如果以魏氏成人智力量表進行评估，此類患者的臨床表現可能為：在語文測驗中的常識、字彙及理解測驗中，獲得相對較低分數(可能低于百分等級25)。 如果該患者對空間概念的理解有困難，如"上面","下面","这里"和"那里"，則他们可能同時在算术、理解文字問題和指令，以及使用文字時出現困難。
他们也可能在處理與文字和句子有關的一般性問題時出現困難，且可能同時出現在理解及口語表達。
如果疑似有接受性-表達性混合语言障碍，可透過语言治疗师提供相關治療。 大多数的治疗是短期的，透過仰賴环境的調整，以儘量降低對於患者工作或学業上的干擾。